# Saint-Philbert-des-Champs
Saint-Philbert-des-Champs är en kommun i departementet Calvados i regionen Normandie i norra Frankrike. Kommunen ligger i kantonen Blangy-le-Château som ligger i arrondissementet Lisieux. År 2022 hade Saint-Philbert-des-Champs 650 invånare.

## Befolkningsutveckling
Antalet invånare i kommunen Saint-Philbert-des-Champs
Referens:INSEE